# Tiago, o Justo
Tiago, o Justo (em hebraico: יעקב; em grego: Iάκωβος), morto em 62 d.C., também conhecido como Tiago de Jerusalém ou Tiago, irmão do Senhor, foi uma importante figura nos primeiros anos do Cristianismo. A Enciclopédia Católica conclui que, baseado no relato de Hegésipo, Tiago, o Justo, é o mesmo que o apóstolo conhecido por Tiago Menor, e, em linha com a maior parte dos interpretes católicos, é também Tiago, filho de Alfeu e o Tiago, filho de Maria de Cleofas. Não se deve confundir, porém, com o também apóstolo conhecido por Santiago Maior.
Tiago, o Justo, foi o líder do movimento cristão em Jerusalém nas décadas seguintes à morte de Jesus, embora a informação sobre sua vida seja escassa e ambígua. Diversas fontes primitivas citam-no como se fosse irmão de Jesus. Interpretaram-se essas citações de diversas maneiras por historiadores, como se fosse irmão "espiritualmente", ou literalmente, significando que Tiago era mesmo um parente de Jesus — meio-irmão, irmão de criação, primo, outro parente e mesmo irmão de sangue. A mais antiga liturgia cristã sobrevivente, a chamada Liturgia de São Tiago, o chama de "irmão de Deus" (Adelphotheos).
Com exceção de algumas poucas referências nos Evangelhos, as principais fontes de sua vida são os Atos dos Apóstolos, as Epístolas paulinas, o historiador Flávio Josefo e o autor cristão Hegésipo. Acredita-se que ele seja o autor da Epístola de Tiago no Novo Testamento, o primeiro dos Setenta Discípulos e o autor do Decreto Apostólico de Atos 15. Na Epístola aos Gálatas, Paulo de Tarso o descreve em sua visita a Jerusalém, onde ele encontrou com Tiago e esteve com Simão Pedro.
Sua festa é junto com a do apóstolo Filipe.

## Nome
Tiago é chamado de "o Justo" por causa de sua retidão e religiosidade. O nome também nos ajuda a que o distingamos de outras importantes figuras da igreja antiga de mesmo nome, como Tiago, filho de Zebedeu.
Por vezes se chama Tiago, no Cristianismo oriental, de Tiago Adelfoteu, ou seja, Tiago, o irmão de Deus (em grego:  Iάκωβος ο Αδελφόθεος), em se baseando na referência da Liturgia de São Tiago e no Novo Testamento, embora diferentes interpretações sobre a sua relação precisa com Jesus, o filho de Deus, desenvolveram-se com base nas crenças cristãs sobre Maria, que foi designada Teótoco ("Mãe de Deus") em 431 no Concílio de Éfeso. Portanto, ele pode simplesmente ter sido o primo de Jesus e que fosse chamado como "o irmão de nosso Senhor".

## Vida
Os escritos canônicos do Novo Testamento, assim como as fontes da Igreja antiga dão-nos algumas evidências sobre a vida de Tiago e seu papel. Jerónimo, em seu De Viris Illustribus argumentou que Tiago não era irmão de Jesus, mas seu primo, filho de Maria de Cleofas, a "irmã da mãe de nosso Senhor e que João menciona em seu livro".. Após a Paixão, Jerónimo escreveu que os apóstolos selecionaram Tiago como bispo de Jerusalém. Ao descrever seu modo de vida ascético, De Viris Illustribus cita o relato de Hegésipo sobre Tiago a partir do quinto livro da obra "Comentários", que hoje está perdida:
| “ | Após os apóstolos, Tiago, irmão do Senhor, chamado o Justo, foi feito líder da igreja de Jerusalém. Muitos de fato são chamados de Tiago. Este era sagrado desde o útero de sua mãe. Ele não bebia vinho ou bebida alcoólica, não comia carne e nunca se barbeava ou se ungia com cremes ou se banhava. Ele apenas teve o privilégio de entrar no Santo dos Santos, pois ele de fato não vestia roupas de algodão, apenas de linho, e entrou sozinho no templo e orou tanto por seu povo que seus joelhos têm a fama de terem adquirido a aspereza dos de um camelo. | ” |
|   | — De Viris Illustribus, Jerónimo, citando Hegésipo. |   |

Como era ilegal para qualquer um, exceto o sumo-sacerdote do templo, que adentrassem o Santo dos Santos e, mesmo assim, uma vez por ano durante o Yom Kippur, a citação de Hegésipo por Jerónimo indica que Tiago era considerado um sumo-sacerdote. A obra "Reconhecimentos", de Pseudo-Clemente, também sugere assim.
Jerónimo cita também o deuterocanônico Evangelho dos Hebreus assim:
| “ | "'Eis que o Senhor, após ter dado suas roupas ao servente do sacerdote, apareceu para Tiago, pois Tiago havia jurado que nunca mais comeria o pão daquele momento em que bebeu do cálice do Senhor até que ele pudesse vê-lo, renascido dos mortos'. Um pouco depois, o Senhor disse, 'traga uma mesa e pão'. E imediatamente ele acrescentou, 'Ele tomou o pão e o abençoou e o partiu e o entregou a Tiago, o Justo, e disse-lhe, "Meu irmão, coma seu pão, pois o Filho do Homem renasceu dos mortos"'". E assim ele liderou a igreja de Jerusalém por trinta anos, ou seja, até o sétimo ano de Nero. | ” |
|   | — De Viris Illustribus, Jerónimo, citando o Evangelho dos Hebreus. |   |

Paulo descreveu Tiago como sendo uma das pessoas para que Cristo ressuscitado apareceu (I Coríntios 15:3–8). Em seguida, na mesma epístola, cita Tiago de uma forma que parece indicar que ele já teria sido casado (9:5). Em Gálatas, Paulo lista Tiago com Cefas (Simão Pedro) e João como sendo os três "pilares" da Igreja (Gálatas 2:9 e que irão ministrar aos "circuncidados" em Jerusalém, enquanto Paulo e seus companheiros irão ministrar para os não circuncidados (2,12). Estes termos são geralmente interpretados como significando judeus e gregos, que eram a maioria. Porém, isto é uma simplificação, uma vez que na província romana da Judeia já existiam alguns judeus que não eram circuncidados e alguns gregos, chamados de prosélitos ou judaizantes, e outros povos, como os egípcios, os etíopes e os árabes que o faziam.
Quando Pedro, tendo escapado milagrosamente da prisão, precisa fugir de Jerusalém por causa da perseguição de Herodes Agripa I, ele pede que Tiago seja informado (Atos 12:17). Quando Paulo chegou a Jerusalém para entregar o dinheiro que ele levantou para o fiéis, foi com Tiago que ele conversou, e foi Tiago que insistiu que ele se purificasse ritualmente no Templo de Herodes para provar sua fé e negar rumores de que estivesse pregando a rebelião contra a Torá (Atos 21:18 e seguintes), a acusação de antinomianismo.

### Concílio de Jerusalém
Enquanto os cristãos de Antioquia estavam preocupados se o cristãos gentios precisariam ou não ser circuncidados para se salvarem, eles enviaram Paulo e Barnabé para se encontrar com a igreja de Jerusalém. Tiago tomou um papel proeminente na formação da decisão do Concílio (Atos 15:13 e seguintes). Tiago, dentre os que sabemos o nome, foi o último a falar, após Pedro, Paulo e Barnabé. Ele então proferiu o que chamou de sua "decisão" (15:19) — o sentido original se aproxima mais de "opinião". Ele apoiou todos ao ser contra o requisito e sugeriu proibições sobre consumo de sangue assim como carne utilizada em sacrifícios e também à fornicação. Esta se tornou a regra do Concílio, acordada por todos os apóstolos e anciãos e enviada para todas as igrejas por carta.

### Primazia de Pedro
A tradição, apoiada em inferências das escrituras, defende que Tiago liderou o grupo de Jerusalém como seu primeiro bispo ou patriarca. Este não é necessariamente um ponto contra a primazia de Pedro na igreja antiga e, subsequentemente, no Catolicismo romano. Embora Tiago, e não Pedro, tenha sido o primeiro bispo daquele grupo, os católicos romanos acreditam que o bispo de Jerusalém não seria, por isso, a liderança da igreja cristã, uma vez que esta estava com Pedro como a "Rocha" (Kepha) e "Pastor Líder". São João Crisóstomo opinou sobre o assunto: "Se alguém deve dizer, 'Por que então foi Tiago quem recebeu a sé de Jerusalém?' Eu responderia que Ele [Cristo] fez de Pedro o professor não daquela Sé, mas do mundo todo.". Já se sugeriu, por exemplo, que Pedro teria confiado a comunidade de Jerusalém para Tiago quando ele foi forçado a fugir da cidade . De acordo com Eusébio de Cesareia, Clemente de Alexandria, no final do século II d.C., afirmou o seguinte sobre a ascensão de Tiago ao episcopado de Jerusalém: "Pois eles disseram que Pedro e Tiago e João, após a ascensão do nosso Salvador, como se também preferisse assim o Senhor, não lutaram por honras e escolheram Tiago, o Justo, como bispo de Jerusalém.

## Morte
Segundo uma passagem nas Antiguidades Judaicas, de Flávio Josefo, "o irmão de Jesus, que era chamado de Cristo, cujo nome era Tiago" encontrou a morte após a do procurador Pórcio Festo, antes que Lucceius Albinus fosse empossado — cuja data é 62 d.C. O sumo-sacerdote Ananus ben Ananus tirou vantagem desta falta de controle imperial para reunir o Sinédrio que condenou Tiago "sob acusação de ter violado a Lei" e logo o executou por apedrejamento. Josefo relata ainda que o ato de Ananus foi amplamente considerado como um assassinato judicial e teria ofendido muitos dos "que eram consideradas as pessoas mais justas da cidade, e estritas na observância da Lei", que chegaram a se encontrar com o procurador Albinus para pedir-lhe que interferisse no assunto. Como resultado, o rei Agrippa trocou Ananus por Jesus, filho de Damneus.
George Albert Wells contesta a identificação de Tiago que foi executado por Ananus ben Ananus com Tiago, o Justo, considerando as palavras "que era chamado Cristo" como sendo uma interpolação posterior.
Eusébio de Cesareia, citando o relato de Josefo, preservou o registro de passagens das hoje perdidas obras de Hegésipo e [[Clemente de Alexandria. O relato de Hegésipo é um pouco diferente do de Josefo e pode ter sido uma tentativa de reconciliá-los combinando-os. De acordo com Hegésipo, os escribas e os fariseus foram até Tiago em busca de ajuda para eliminar as crenças cristãs. O relato diz:
| “ | Ele vieram, portanto, em grupo até Tiago e disseram: "Nós te suplicamos, contenha o povo: pois eles se desviaram em suas opiniões sobre Jesus, como se ele fosse o Cristo. Nós te suplicamos, convença todos que vieram aqui para o dia da Páscoa, sobre Jesus. Pois nós todos ouvimos sua persuasão; pois nós também, assim como todo o povo, somos testemunhas que tu és justo e não mostras preferência por ninguém. Convence portanto o povo a não entreter opiniões errôneas sobre Jesus: pois todo o povo, e nós também, ouvimos a sua persuasão. Tome uma posição firme, então, no alto do templo, de modo que possas ser visto claramente por todos, e tuas palavras possam ser claramente ouvidas por todos. Pois, para comemorar a Páscoa, todas as tribos vieram para cá e também alguns gentios. Para desgosto dos escribas e os fariseus, Tiago corajosamente testemunhou que Cristo "sentava-se no céu do lado direito Grande Poder e retornará nas nuvens celestiais". Então eles confabularam entre si "Erramos ao procurar seu testemunho sobre Jesus. Vamos então subir e jogá-lo de lá, para que eles tenham medo e não acreditem nele. | ” |
|   | — Fragmentos dos "Atos da Igreja" sobre o Martírio de Tiago, o irmão do Senhor. |   |

Assim, os escribas e os fariseus:
| “ | ...lançaram abaixo o homem justo... [e] começaram a apedrejá-lo, uma vez que ele não morrera na queda; Mas ele virou e se ajoelhou e disse: "Eu imploro-te, Senhor Deus nosso Pai, perdoa-os pois eles não sabem o que fazem." E, enquanto eles estava apedrejando-o até a morte, um dos sacerdotes, dos filhos de Recab, o filho de Rechabim, de quem testemunhou Jeremias, o profeta, começou a gritar, dizendo: "Parem, o que estão fazendo? O homem justo está rezando por nós.". Mas um dentre eles, um dos tintureiros, tomou seu cajado com o qual ele estava acostumado a manipular as vestes que tingia, e atirou na cabeça do homem justo. E assim ele sofreu o martírio; e eles o enterraram ali mesmo, e o pilar que foi erguido em sua memória ainda está lá, perto do templo. Este homem foi uma testemunha verdadeira tanto para os judeus quanto gregos de que Jesus é Cristo. | ” |
|   | — Fragmentos dos "Atos da Igreja" sobre o Martírio de Tiago, o irmão do Senhor . |   |

Por conta do cerco e posterior captura de Jerusalém pelo imperador Vespasiano atrasou a escolha de Simeão de Jerusalém para suceder Tiago.
De acordo com Schaff, em 1904, este relato por "Hegésipo já foi citado muitas vezes por historiadores como tendo atribuído a data do martírio em 69 d.C.", embora ele conteste a afirmação de que Hegésipo tenha dado qualquer indicação sobre uma data.

## Influência
A Epístola de Tiago é tradicionalmente atribuída a Tiago, o Justo. Historiadores modernos sobre a Igreja antiga tendem a colocar Tiago inserido nas tradições do Cristianismo Judaico. Enquanto Paulo enfatizava a fé sobre a observação da Lei, que ele considerava um fardo, uma disposição antinomiana, Tiago parece ter desposado de um posição oposta, que já foi negativamente chamada de judaizante. Um corpus (conjunto de obras) geralmente citado como prova disto são Reconhecimentos e as Homilias de Clemente (também conhecidas como Literatura clementina), versões de uma novela que já foi datada como sendo do início do século II d.C., onde Tiago aparece como uma figura santa que é atacada por um inimigo sem-nome que alguns críticos modernos acreditam ser Paulo. O estudioso James D. G. Dunn propôs que Pedro seria o "homem-ponte" (ou seja, o pontifex maximus) entre as duas "proeminentes lideranças": Paulo e Tiago.
Os teólogos cristãos tradicionais defendem também que os dois tinham crenças similares; os evangélicos afirmam que as afirmações de Tiago sobre "obras" se referem às obras que Deus produz nos cristãos, enquanto que teólogos ortodoxos e católicos afirmam que Paulo não diminuía a importância das obras (citando passagens como Romanos 6 e 8) e que Tiago não estava se referindo às obras cerimoniais da Torá (citando o fato de que no Concílio de Jerusalém, Tiago declarou que apenas uma pequena porção da Torá serviria aos gentios convertidos).
Alguns Evangelhos apócrifos são testemunha da reverência dos seguidores judeus de Jesus (como os Ebionitas) tinham por Tiago. O "Evangelho dos Hebreus", fragmento 21, relata a aparição do Jesus ressuscitado à Tiago. O "Evangelho de Tomé" (uma das obras encontradas na Biblioteca de Nag Hammadi), dito 12, relata que os discípulos perguntaram à Jesus: "Os discípulos perguntaram a Jesus: Sabemos que nos vais deixar. E quem será então nosso chefe? Respondeu Jesus: No ponto onde estais, ireis ter com Tiago, que está a par das coisas do céu e da terra..
O fragmento X de Pápias faz referência à "Tiago, o bispo e apóstolo". O Panarion (29.4), de Epifânio de Salamina, descreve Tiago como tendo sido um Nazireu.
A obra pseudepígrafe "Primeiro Apocalipse de Tiago", associada com o nome de Tiago, menciona em muitos detalhes, alguns dos quais podem refletir tradições muito antigas: diz-se que ele teria autoridade sobre os doze apóstolos e sobre a igreja antiga. Esta obra também acrescenta, misteriosamente, que Tiago teria deixado Jerusalém e fugido para Pela antes do cerco romano na cidade em 70 d.C. Ben Witherington sugere que o que se pretende com essa afirmação é que os ossos de Tiago teriam sido levados da cidade por cristãos em fuga.
O Apócrifo de Tiago, cuja única cópia também foi encontrada em Nag Hammadi e que parece ter sido escrita no Egito no século III d.C. reconta uma aparição pós-ressurreição de Cristo a Tiago e Pedro. No diálogo, Pedro fala duas vezes(3:12; 9:1), mas não compreende mal Jesus. Apenas Tiago é citado nominalmente (6:20) e Tiago é a figura dominante.
O Proto-Evangelho de Tiago, uma obra do século II d.C., também se apresenta como escrita por Tiago — um sinal de que assim sendo, ela teria autoridade — e também o fazem diversas obras encontradas na Biblioteca de Nag Hammadi.